# Herbert Renoth
Herbert Renoth (Berchtesgaden, 5 febbraio 1962) è un allenatore di sci alpino ed ex sciatore alpino tedesco che gareggiò per la nazionale tedesca occidentale.

## Biografia
Specialista delle prove veloci originario di Berchtesgaden e marito di Rosi, a sua volta sciatrice alpina, Renoth conquistò il suo unico podio in Coppa del Mondo, nonché il primo risultato della sua carriera, il 1º febbraio 1981 a Sankt Anton am Arlberg in combinata (3º); ai XIV Giochi olimpici invernali di Sarajevo 1984, sua unica presenza olimpica, si classificò 22º nella discesa libera e ai Mondiali di Crans-Montana 1987 fu 12º nel supergigante, suo unico risultato iridato. L'ultimo piazzamento della sua carriera agonistica fu il 12º posto ottenuto nel supergigante di Coppa del Mondo disputato a Schladming il 27 novembre 1988; dopo il ritiro è divenuto allenatore nei quadri della Federazione sciistica della Germania.

## Palmarès

### Coppa del Mondo
- Miglior piazzamento in classifica generale: 41º nel 1987
- 1 podio:
  - 1 terzo posto

### Campionati tedeschi
- 2 medaglie (dati parziali fino alla stagione 1985-1986)[2]:
  - 2 argenti (discesa libera, supergigante nel 1986)